# ACTであつこ
『ACTであつこ』（アクトであつこ）は、2007年1月6日から2010年1月9日までびわ湖放送で放送されていたパチンコ・パチスロ番組である。平和商事グループの一社提供。放送時間は毎週土曜 24:25 - 25:20。

## 概要
『イエローナイトフィーバー』に替わってスタートした深夜番組で、出演者たちが制限時間内でパチンコの大当たり回数を競っていた。司会は岡元あつこが担当。収録は、スポンサーの平和商事が滋賀県内に展開するパチンコホール・ACT（アクト）で行われていた。
この番組も前身番組群と同様に毎日広告社の製作番組であり、びわ湖放送は制作協力という形で携わっていた。

## 出演者

### レギュラー出演者
- 岡元あつこ
- 中西則善
- やのぱん
- 他に案内役として、水着姿のモデルも出演していた（固定の出演者は無し）。

### 主なゲスト出演者
基本的に、松竹芸能所属のお笑いコンビやグラビアアイドルが出演していた。以下、今まで出演した者を記載する。
- チキチキジョニー
- 恋愛小説家
- 犬塚麻衣
- Jan2
- ほか

### ナレーター
- 中村郁

## コーナー
Road to 100000
出演者たちが来客とともに合計100,000玉の出玉を目指すというコーナー。最終回で合計102,140玉となり、目標を達成した。
A-navi
事実上のインフォマーシャル。元のコーナータイトルは「ACTインフォメーション」だったが、後に改題した。
あつこのbattle channel
90分間での大当たり回数を競うコーナー。収録した映像を前半・後半45分ずつに分け、それらを2週にわたって放送していた。対戦機種は様々。以下にその一例を記載。
- 2008年3月1日・8日放送：『CR 愛と誠ST』
  - 対戦者 あつこ嬢（原文まま）、中西 VS カオル
  - 勝者 あつこ嬢（原文まま）、中西チーム

- 2008年3月15日・22日放送：『CR GO!GO!郷セカンドステージH4-T』
  - 対戦者 あつこ嬢（原文まま） VS エリカ 勝者 エリカ

あつこのvariety channnel
季節に応じたバラエティ企画を展開。
中西則善のスロットチャンネル
中西則善がスロットを店員に解説し、それを実践するコーナー。
あつこのA (AnsWer)
ホールスタッフに各回の対戦に使用したパチンコ・パチスロ機の楽しい打ち方とおすすめ情報を聞くコーナー。
あつこのC (Challenge)
番組のメインコーナーで、岡元・中西・ゲストの3組が1時間で1機種を使って対戦する。岡元が勝利すると視聴者プレゼントがあり、激アツ予告などを外すと岡元の赤裸々な質問をする「セクシーQ」があった。このコーナーは2週から4週に分けて放送されることが多かった。
セクシー塾
塾長の岡元あつこが、グラビアモデルでセクシーな写真を撮り方やセクシーポーズなどを指導するコーナー。
その他のコーナー
これらのほか、新台情報やアクト各店舗のイベント情報などを伝えるコーナーがあった。

## 備考
- この番組はホールスタッフの出演が多く、いつの間にかレギュラー出演に近い状態になっていた者もいる。
- 2008年12月には、ACT堅田で収録した4時間分の映像を4回に分けて放送した。この中で、本番組がパチンコ番組かつ深夜の放送であるのにもかかわらず、未成年の視聴者や小学生の視聴者がいたことが発覚。司会の岡元は、この事に対して抱いた感想を公式ブログに綴っていた。また、番組内でも「驚いて嬉しいが、早く寝てね」と語っていた。